# Roden, Bayern
Roden är en kommun och ort i Landkreis Main-Spessart i Regierungsbezirk Unterfranken i förbundslandet Bayern i Tyskland.
Kommunen ingår i kommunalförbundet Marktheidenfeld tillsammans med staden Rothenfels, köpingen Karbach och kommunerna Birkenfeld, Bischbrunn, Erlenbach bei Marktheidenfeld, Esselbach, Hafenlohr och Urspringen.